# Шупиков Данило Юхимович
Данило Юхимович Шупиков (21 грудня 1906, село Буйничі Могильовської губернії, тепер агромістечко Могильовського району Могильовської області, Білорусь — 13 грудня 1975, місто Москва, тепер Російська Федерація) — радянський діяч, секретар ЦК КП(б) Литви, 1-й секретар Вільнюського обласного комітету КП(б) Литви. Депутат Верховної Ради СРСР 1-го (в 1941—1946 роках) і 3-го (в 1950—1954 роках) скликань. 

## Біографія
Народився в бідній селянській родині. Навчався взимку в початковій школі, випасав худобу, разом із батьком займався столярним ремеслом.
З 1923 року був одним із організаторів культурно-просвітницької роботи серед молоді села Буйничі. З 1924 по 1925 рік — секретар Буйницької волосної комсомольської організації. Заочно закінчив середню школу. До 1925 року працював у господарстві батька в рідному селі.
У 1925—1926 роках — голова Могильовського районного бюро піонерів Білоруської СРР.
Член ВКП(б) з 1926 року.
З 1926 року — завідувач Могильовського районного відділу народної освіти і охорони здоров'я.
Закінчив короткотермінові курси для партійних працівників при ЦК КП(б) Білорусії.
Потім перебував на відповідальній партійній роботі в різних районах Білоруської СРР.
У 1935—1936 роках — заступник начальника Управління кінофікації при Раді народних комісарів Білоруської СРР.
У 1936—1938 роках — в апараті уповноваженого Комісії партійного контролю при ЦК ВКП(б) по Білоруській РСР; завідувач відділу культури і освіти Мінського обласного комітету КП(б) Білорусії.
У грудні 1938 — грудні 1939 року — голова Комітету у справах фізичної культури при Раді народних комісарів Білоруської РСР.
У грудні 1939 — вересні 1940 року — на відповідальній роботі в апараті ЦК КП(б) Білорусії.
У вересні 1940—1941 роках — завідувач організаційно-інструкторського відділу ЦК КП(б) Литви.
Під час німецько-радянської війни брав активну участь в організації партизанського руху, був заступником начальника Литовського республіканського штабу партизанського руху — начальником оперативного відділу.
У 1947 — 15 лютого 1949 року — секретар ЦК КП(б) Литви з кадрів. 19 лютого 1949 — 11 червня 1950 року — секретар ЦК КП(б) Литви.
У червні 1950 — вересні 1952 року — 1-й секретар Вільнюського обласного комітету КП(б) Литви.
Подальша доля невідома. Помер 13 грудня 1975 року в Москві.

## Звання
- майор

## Нагороди
- орден Леніна (20.07.1950)
- орден Червоного Прапора (22.03.1944)
- орден Вітчизняної війни І ст.
- медаль «Партизанові Вітчизняної війни» І ст. (17.04.1945)
- медалі